# Île de Ré (câblier)
Pour les articles homonymes, voir Île de Ré.
Le CS Île de Ré est un navire-câblier Construit initialement en 1982, refondu entièrement en 2002, le navire a été immatriculé au registre international français RIF, avant de passer sous propriété d’OMS sous pavillon indonésien en 2016.

## Historique
Ex-Prerow construit en 1982 et converti en 2002 aux chantiers polonais de Remontowa à Gdansk, le navire est nommé d'après l'île de Ré située en Charente-Maritime.
Le propriétaire du navire est la société Alda Marine SA, une filiale d'Alcatel-Lucent, il est armé – comme six autres câbliers français en activité – par LDA (Louis Dreyfus Armateurs).

## Principales activités
Le navire a notamment été chargé en 2006 de la pose du câble GONDWANA-1 entre Sydney en Australie et Nouméa en Nouvelle-Calédonie ainsi qu'en 2009-2010 du câble Honotua reliant les îles Bora-Bora-Raiatea-Huahine-Moorea-Tahiti en Polynésie française à Kawaihae à Hawaï et au réseau mondial.
Par ailleurs, l'Île de Ré a notamment participé aux recherches de l'épave, des boites noires, et des corps des victimes du vol 1121 Air Moorea qui s'est écrasé le 9 août 2007 près de Moorea.